# 해리 케인
해리 에드워드 케인 MBE(영어: Harry Edward Kane, 1993년 7월 28일~)은 잉글랜드의 축구 선수로 포지션은 스트라이커이다. 현재 독일 분데스리가의 바이에른 뮌헨과 잉글랜드 축구 국가대표팀에서 활동하고 있으며 잉글랜드 대표팀의 주장을 맡고 있다. 바이에른 뮌헨 소속으로 뛰기 전에는 토트넘 홋스퍼 소속 선수로 활동했으며 토트넘과 잉글랜드 대표팀 최다 득점 기록을 보유하고 있다.

## 구단 경력

### 토트넘 홋스퍼

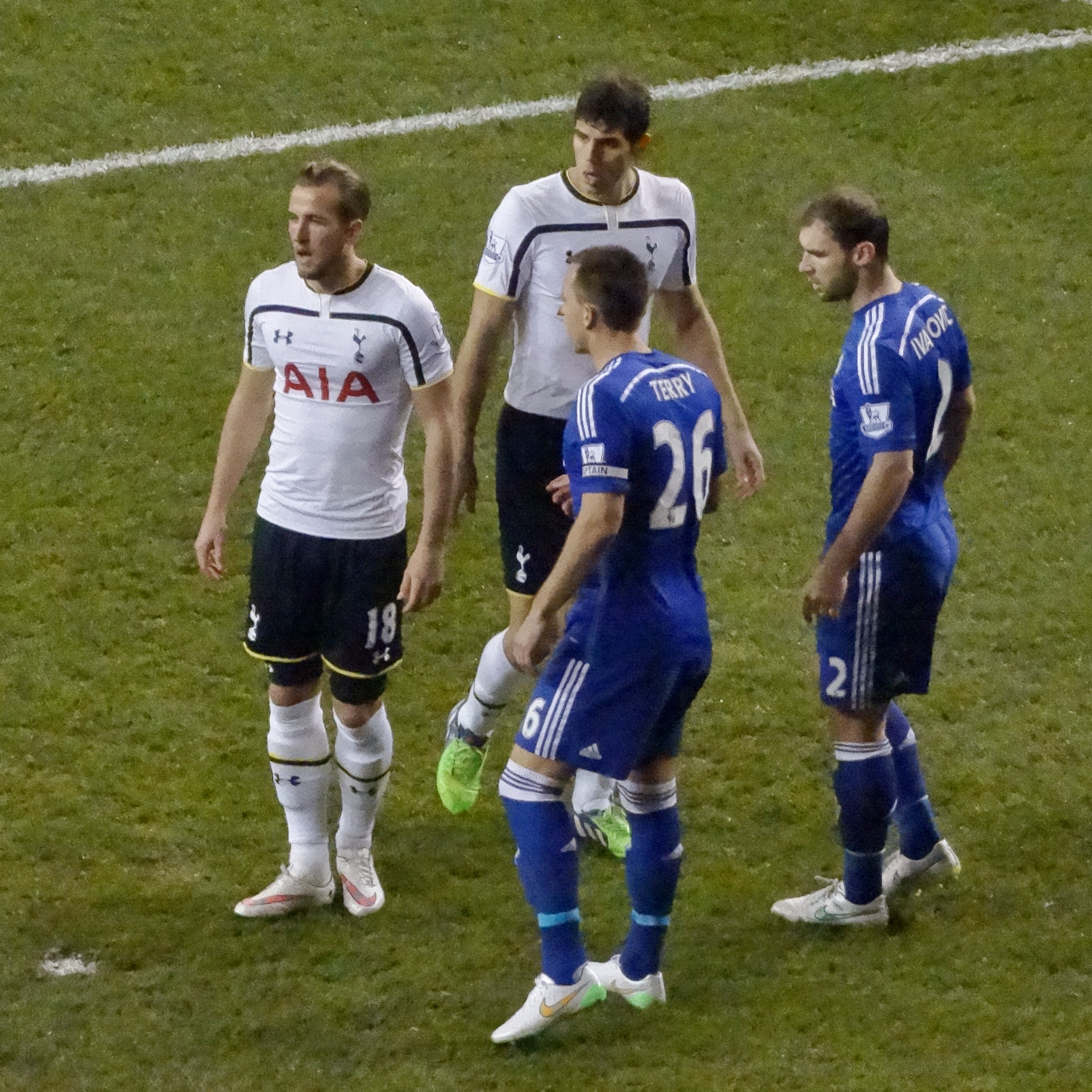
토트넘 소속 시절 첼시와의 경기 당시 케인.

여러 팀을 임대로 전전하다가 2013-14시즌 팀 셔우드 감독 하에 첫 선발로 출장했다. 3연속 골을 넣는 등 맹활약하였고, 2014-15 유로파리그에서 그리스의 아스테라스 트리폴리스를 상대로는 해트트릭을 달성했다. 그리고 리그 10라운드 아스톤 빌라전에서 부진했던 아데바요르를 대신하여 후반 교체로 들어와 타운센드가 얻은 프리킥을 골로 연결하였다. 12라운드 헐 시티전에서는 동점골을 기록하였으며 16라운드 스완지 전에서는 3분 만의 선제골을 기록하였다. 17라운드 번리와의 경기에서 선제골을 기록하고 뒤이어 다음 경기인 18라운드 레스터 시티와의 경기에선 경기 시작과 동시에 선제골을 성공시켰다. 20라운드에서는 첼시를 상대로 2골 2도움을 기록하는 큰 활약을 펼쳤다.
케인은 4월 26일에 발표한 2014-15 PFA 올해의 영 플레이어상을 수상한데 이어 PFA 올해의 팀 베스트 11 공격수 부문에 디에고 코스타와 나란히 이름을 올렸다.
케인은 2015-16 시즌에 25골을 기록하여 케빈 필립스(당시 선덜랜드) 이후, 16년 만에 토종 득점왕을 차지하였고, 2016-17 시즌에는 29득점을 기록하여 득점왕을 차지하였으며, 1999년 마이클 오언에 이어 18년 만에 등장한 2연속 잉글랜드 득점왕에 이름을 올려 오언의 대기록을 따라잡았다. 그리고, 역대 5번째 2시즌 연속 25골 돌파하는 기록을 세웠다.
그리고, 2017년 9월 9일(한국시간) 영국 리버풀에 위치한 구디슨 파크에서 2017/2018 EPL 4라운드에서 토트넘 홋스퍼 소속으로 100골을 달성했다.
2017년 12월 26일(한국 시간) 영국 웸블리 스타디움에서 열린 2017/2018 EPL 20라운드 사우스햄튼과의 경기에서 해트트릭을 기록하였다. 이 경기에서 리그 한 해 39골을 기록하며 앨런 시어러의 리그 한 해 최다골 기록(36골)을 넘어섰다. 또한 기타 컵 경기를 포함한 토트넘에서의 경기와 국가대표 경기 통틀어 56골을 넣어 유럽에서 2017년 한 해 가장 많은 골을 넣은 선수가 되었다. 그리고 개인 통산 201골을 달성했다(7월16일기준)
2020-21시즌 해리 케인은 시즌 23골 17어시스트로 최다득점과 최다도움을 동시에 수상했다.
2018년 6월 토트넘과의 계약을 2024년 6월까지로 연장하였다. 계약을 새로 경신한 케인은 "나는 팬들이 내 이름을 노래하는 것이 정말로 행복하다. 경기장에서 더 좋은 모습을 보일 것이고, 팀이 좋은 성적을 거둘 수 있도록 최선을 다하겠다"며 재계약 소감을 밝혔다.

### 바이에른 뮌헨
2023년 8월 12일, 바이에른 뮌헨은 공식 홈페이지를 통해 해리 케인이 토트넘 홋스퍼에서 바이에른 뮌헨으로 이적했다고 발표했다. 바이에른 뮌헨은 케인과 2027년 6월 30일까지 유효한 4년 계약을 체결했고 케인은 바이에른 뮌헨에서 사용할 등번호로 9번을 받았다. 바이에른 뮌헨은 케인의 이적료로 토트넘 홋스퍼에 8,640만 파운드(약 1억 유로)를 지불했고 케인의 활약에 따라 토트넘 홋스퍼가 추가 수입을 받을 수 있다.
바이에른 뮌헨은 2019년 아틀레티코 마드리드에서 바이에른 뮌헨으로 이적한 루카스 에르난데스가 세운 8,000만 유로의 기록을 깨고 새로운 클럽 역대 최고 영입 이적료 지출 기록과 분데스리가 역대 최고 영입 이적료 지출 기록을 세웠다.

#### 2023-24 시즌
분데스리가 2라운드에서 패널티킥 골을 넣었다..

## 국가대표 경력
2010년 1월 잉글랜드 U-17 대표팀에 소집되어 포르투갈에서 열린 친선 토너먼트에 참가하였다. 같은 해 U-19 대표팀으로 승격되었으며, 2012년 UEFA U-19 축구 선수권 대회에 참가하였다. 1년 후 열린 2013년 FIFA U-20 월드컵에도 참가하였다.
케인의 아버지가 아일랜드 공화국 국적이기에 아일랜드 대표팀에서 활약할 수 있으나 케인은 잉글랜드 대표팀에서 활약하고 싶다고 밝혔다.
2015년 3월 잉글랜드 성인 대표팀에 소집되었다.
2018년 러시아 월드컵에서 해리 케인은 아쉽게 우승의 자리는 노리지 못하고 4강 진출후 크로아티아에게 2:1로 패하고 3,4위전에서 벨기에한테 2:0으로 패하고 4위를 차지하게 되었다. 그래도 6골 득점으로 2018년 러시아 월드컵 득점왕을 수상하게 되었다.
2023년 3월 23일, 케인은 스타디오 디에고 아르만도 마라도나에서 있었던 이탈리아 축구 국가대표팀과의 UEFA 유로 2024 예선 C조 1차전에서 선발출전해 44분 조반니 디 로렌초의 핸드볼 파울로 잉글랜드 축구 국가대표팀이 획득한 페널티킥을 성공시키며 국가대표팀에서 54번째 골을 넣었고 잉글랜드의 2대 1 승리를 만들었다. 이 승리로 잉글랜드는 1961년 이후 있었던 이탈리아 국가대표팀과의 이탈리아 원정 경기에서 승리를 획득했고 케인은 웨인 루니가 가지고 있던 53골을 넘어 잉글랜드 축구 국가대표팀의 역대 최다 득점자가 되었다.
2023년 3월 26일 케인은 잉글랜드와 우크라이나 축구 국가대표팀과의 UEFA 유로 2024 예선 C조 2차전에 선발출전해 37분 부카요 사카의 크로스를 받아 잉글랜드의 첫 번째 골을 넣었다.

## 플레이 스타일

### 성장
“나는 어렸을 때 다양한 포지션에서 뛰었고 경기에서의 보다 다양한 부분들을 배우는 데 도움이 되었다. 전방에서 혼자 플레이한다는 것은 단순히 기회를 잡는 것 외에도 훨씬 더 다양한 것들을 잘해야만한다. 나는 경기에서 내가 골문을 등진 상태로 공을 받고, 나로 인해 다른 팀원들과의 연계를 위해 내가 필요 하다는 것을 안다.”

케인의 전 청소년 코치 알렉스 잉글소프는 그에 대해 다음과 같이 말했다.
15세에 U-18에 처음 들어갔을 때 그는 약간 불량배처럼 보였기에 바로 눈에 띄었다. 그는 움직임이 약간 어색하고 불필요한 동작들이 많았다. 하지만 자세히 보면 그는 많은 능력과 훌륭한 기술을 가지고 있다는 것을 알 수 있었다. 나는 그가 지닌 능력으로 많은 사람들을 놀라게했다고 생각한다. 전술적으로도 그는 매우 유연했다. 그는 종종 미드필드에서 뛰었다. 홀딩 미드필더로 뛰는 모습을 본 기억이 난다.
10대 시절 케인은 처음에 토트넘 아카데미에서 어려움을 겪었는데, 부분적으로는 그의 생일이 7월이었기 때문에 다른 선수들만큼 신체적으로 발달하지도 않았고 스피드가 빠르지도 않았다. 그러나 그는 자신의 기술과 자신의 발전에 대한 열망으로 코치들의 감탄 시켰다.
토크스포츠는 2013년 2월 케인을 프로파일링할 때 센터 포워드 또는 측면 위치에서도 능력이 있음에도 불구하고 그가 세컨드 스트라이커로서 뛰는 것이 그의 최고라적의 역할이라고 말했다. 또한 그가 원거리에서도 득점할 수 있지만 그는 비교적 가까운 위치에서 슈팅하는 것을 더 선호한다고 했다. 그리고 이전에 좋은 페이스를 가지고 있었지만 공중에서 약했기 때문에 노리치로의 임대에서 득점하지 못했다고 언급했다.초반에는 로베르토 솔다도와 자주 임대를 다니던 케인은 결국 마우리시오 포체티노 감독에 의해 토트넘의 주전 포워드가 되었다. 포체티노 밑에서 케인은 감독이 도입한 힘든 훈련 기술을 통해 경기력이 향상됐다고 말했다. 그는 또한 훈련과 준비, 영양의 다양한 측면을 발전시켜 자신의 잠재력을 극대화하기 위해 노력했다.

### 상세
“골을 넣는 타고난 능력이 있는 것 같다. 그는 또한 젊고 태도 역시 아주 좋은 것 같다. 내가 그에 대해 좋아하는 점은 그가 기꺼이 수비수 뒤에서 달려들고 숏포지션을 한다는 것이다. 그가 기회를 얻을 때 그는 반드시 그 기회를 잡아낸다. 그는 자신의 슛을 매우 빨리 끝내고 싶어하는데, 이러한 점이 보기 좋다. 그는 경기를 바꿀 수 있는 능력이 있다.”
전 토트넘 감독 데이비드 플리트는 케인을 "과거의 전통적인 센터 포워드"라고 묘사했었다. 토트넘에서 그를 지도했던 클라이브 앨런은 "그에 대해 한 가지 말하고 싶은 것은 안타깝게도 많은 젊은 축구 선수들에 대해 말하지 않는 것인데, 그는 경기에 대한 열정이 있었다는 것이다. 그는 축구를 좋아하고, 노는 것을 좋아하고, 득점하는 것을 좋아한다." 그의 전 토트넘 21세 이하 감독이 레스 퍼디낸드는 케인의 움직임을 전 포워드 테디 셰링엄에, 그의 슛의 힘과 정확성을 앨런 시어러에 비유했다.
키가 크고 육체적인 스트라이커인 케인의 플레이 스타일은 전 토트넘 포워드 위르겐 클린스만과 비교되기도 했다 2015년 3월 잉글랜드 축구 협회 회장 그렉 다이크는 케인을 젊은 영국 선수를 배출하는 구단들의 벤치마크로 지명했다. 시어러는 그 달에 리그에서 뛰는 세 명의 최고의 스트라이커는 케인, 디에고 코스타 및 세르히오 아구에로라고 언급했다. 초기 경력에서 제한된 공중볼 경합과 속도 부족으로 처음에는 비판을 받았지만 경기가 진행됨에 따라 헤더 능력이 향상되었다.
2015년 1월 토트넘이 첼시를 상대로 승리를 거둔 후 블로거 크리스 밀러는 "아무도 그가 첼시를 상대로 경기를 펼칠 것이라고 생각하지 않았다"고 썼다. 2015년 2월 BBC 스포츠는 케인이 "홀드업 플레이와 근접 컨트롤"을 통해 다른 포지션에서도 적합하게 만드는 스트라이커로서 최고라고 썼다. 또한 그 달, Match of the Day 전문가인 대니 머피는 잉글랜드 팀이 케임을 중심으로 구성되어야 한다고 말하며 "나는 이 소년의 경기에서 약점을 보려고 애쓰고 있다"라고 말했다. ESPN 기자 마이클 콕스는 "케인은 처음에는 그저 단순한 골 득점자로 간주되었지만 실제로는 좋은 만능 선수이며 종종 공격형 미드 필더로 활약한다." 실제로 케인은 아웃앤아웃 스트라이커로서 마무리와 득점 능력만이 주로 알려져 있지만, 그는 또한 그의 시야, 기술, 링크업 플레이, 그를 깊이 떨어뜨리고 팀원을 플레이에 끌어들이고 다른 선수에게 기회를 만들 수 있는 패스 능력으로도 유명하다. 따라서 그는 폴스나일 또는 심지어 플레이메이커로서 보다 창의적인 역할을 수행할 수 있다. 2022년, 옵타 스포츠의 샘 매과이어는 그를 "세계에서 가장 창의적인 9번"이라고 하기도 했다. 또한, 그는 수비 가담 역시 많은 것으로 유명하며 정확한 페널티킥 능력 또한 지녔다.
2020년부터 케인은 헤딩을 위해 점프하는 상대 수비수를 누르는 방식 때문에 비판을 받기 시작했으며, 이는 상대 선수가 경기장으로 뒤로 넘어져 심각한 부상을 입을 수 있기 때문이다. 케인은 브라이튼 앤 호브 앨비언 선수 애덤 럴라나에게 그렇게 하여 페널티킥을 얻은 후, 전 아스널 선수 마틴 키온 으로부터 "그는 상대를 보고, 그가 무엇을 할지 알고 있고 등을 돌린다. 나는 그것이 해리 케인의 위험한 플레이라고 생각하고 그는 자신이 무엇을 하는지 알고 있으며, 나는 그것이 정당한 페널티킥이라고 생각하지도 않는다." 그러나 이 전술은 크리스탈 팰리스의 수비수 게리 케이힐이 "나는 그것이 축구의 일부일 뿐이라고 생각한다. 영리하고 경험이 풍부하며 파울을 당할 수 있는 때 아는 것이다."라고 말했다.

## 출전 통계
| 클럽            | 시즌    | 리그 | 리그 | 리그 | 리그컵 | 리그컵 | 리그컵 | FA컵 | FA컵 | FA컵 | 유럽 | 유럽 | 유럽 | 기타 | 기타 | 기타 | 합계 | 합계 | 합계 |
| 클럽            | 시즌    | 출전 | 득점 | 도움 | 출전   | 득점   | 도움   | 출전 | 득점 | 도움 | 출전 | 득점 | 도움 | 출전 | 득점 | 도움 | 출전 | 득점 | 도움 |
| --------------- | ------- | ---- | ---- | ---- | ------ | ------ | ------ | ---- | ---- | ---- | ---- | ---- | ---- | ---- | ---- | ---- | ---- | ---- | ---- |
| 레이튼 오리엔트 | 2010-11 | 18   | 5    |      |        |        |        |      |      |      |      |      |      |      |      |      | 18   | 5    |      |
| 밀월            | 2011-12 | 22   | 7    |      |        |        |        | 5    | 2    |      |      |      |      |      |      |      | 27   | 9    |      |
| 노리치          | 2012-13 | 3    | 0    |      | 1      | 0      |        | 1    | 0    |      |      |      |      |      |      |      | 5    | 0    |      |
| 레스터          | 2012-13 | 13   | 2    |      |        |        |        |      |      |      |      |      |      | 2    | 0    |      | 15   | 2    |      |
| 토트넘          | 2011-12 |      |      |      |        |        |        |      |      |      | 6    | 1    | 0    |      |      |      | 6    | 1    | 0    |
| 토트넘          | 2012-13 | 1    | 0    | 0    |        |        |        |      |      |      |      |      |      |      |      |      | 1    | 0    | 0    |
| 토트넘          | 2013-14 | 10   | 3    | 0    | 2      | 1      | 0      |      |      |      | 7    | 0    | 1    |      |      |      | 19   | 4    | 1    |
| 토트넘          | 2014-15 | 34   | 21   | 4    | 6      | 3      | 1      | 2    | 0    | 0    | 9    | 7    | 0    |      |      |      | 51   | 31   | 5    |
| 토트넘          | 2015-16 | 38   | 25   | 1    | 1      | 0      | 0      | 4    | 1    | 0    | 7    | 2    | 1    |      |      |      | 50   | 28   | 2    |
| 토트넘          | 2016-17 | 30   | 29   | 7    |        |        |        | 3    | 4    | 0    | 5    | 2    | 0    |      |      |      | 38   | 35   | 7    |
| 토트넘          | 2017-18 | 37   | 30   | 2    |        |        |        | 4    | 4    | 0    | 7    | 7    | 2    |      |      |      | 48   | 41   | 4    |
| 토트넘          | 2018-19 | 28   | 17   | 4    | 2      | 1      | 1      | 1    | 1    | 0    | 9    | 5    | 1    |      |      |      | 40   | 24   | 6    |
| 토트넘          | 2019-20 | 29   | 18   | 2    |        |        |        |      |      |      | 5    | 6    | 0    |      |      |      | 34   | 24   | 2    |
| 토트넘          | 2020-21 | 35   | 23   | 14   | 4      | 1      | 0      | 2    | 1    | 0    | 8    | 8    | 2    |      |      |      | 49   | 33   | 16   |
| 토트넘          | 2021-22 | 37   | 17   | 9    | 5      | 1      | 0      | 3    | 3    | 0    | 5    | 6    | 1    |      |      |      | 50   | 27   | 10   |
| 토트넘          | 2022-23 | 38   | 30   | 3    | 1      | 0      | 0      | 2    | 1    | 0    | 8    | 1    | 2    |      |      |      | 49   | 32   | 5    |
| 바이에른 뮌헨   | 2023-24 | 32   | 36   | 8    |        |        |        |      |      |      | 12   | 8    | 4    | 1    | 0    | 0    | 45   | 44   | 12   |
| 바이에른 뮌헨   | 2024-25 | 23   | 21   | 6    |        |        |        | 2    | 1    | 1    | 11   | 10   | 2    |      |      |      | 36   | 32   | 9    |

## 기록

### 대회기록
토트넘 홋스퍼 FC (2009~2023)
- EFL컵 준우승 : 2014-15, 2020-21
- UEFA 챔피언스리그 : 준우승 (2018-19)

바이에른 뮌헨 (2023 ~)
- 분데스리가 우승 : 2024-25

잉글랜드 (2015~ )
- FIFA 월드컵 : 4위 (2018)
- UEFA 유럽 축구 선수권 대회 : 준우승 (2020, 2024)

- UEFA 네이션스리그 3위: 2018-19

### 개인 수상
- 분데스리가 득점왕 : 2023-24
- 프리미어리그 득점왕 : 2015-16, 2016-17, 2020-21
- 프리미어리그 도움왕 : 2020-21
- 프리미어 리그 이달의 선수: 2015년 1월ㆍ2월, 2016년 3월, 2017년 2월ㆍ9월ㆍ12월
- PFA 올해의 영플레이어상 : 2014-15
- PFA 올해의 팀 : 2014-15, 2015-16, 2016-17, 2017-18
- FSF[35] 올해의 선수: 2017
- 잉글랜드 올해의 선수: 2017, 2018
- 토트넘 홋스퍼 올해의 선수: 2014-15, 2020-21
- 토트넘 홋스퍼 원홋스퍼 주니어 올해의 선수: 2020-21
- 토트넘 홋스퍼 오피셜 서포터즈 클럽 올해의 선수: 2020-21
- 밀월 올해의 영플레이어: 2011-12
- 런던 풋볼 어워드 올해의 선수: 2018, 2021
- IFFHS 세계 최고 득점자: 2017
- FIFA 월드컵 : 골든 부츠, 드림팀, 판타지팀 (이상 2018)
- 2018년 FIFA 월드컵 맨 오브 더 매치 : vs.
 튀니지, vs. 파나마 (이상 조별리그), vs. 콜롬비아 (16강전)
- UEFA 유로 득점왕(2024)

#### 기록
- 프리미어리그 한경기 최다 어시스트 : 4도움 (20-21 시즌 vs 사우스햄튼)
- 프리미어리그 연간 최다 득점: 39골
- 프리미어리그 연간 최다 해트트릭: 8회
- 프리미어리그 최소 경기 10-10(득점-도움) : 16라운드 (20-21)

#### 발롱도르
- 2017 - 10
- 2018 - 10
- 2021 - 23
- 2022 - 21

#### FIFA 올해의 선수
- 2017 - 24
- 2018 - 10
- 2019 - 10